# Les Géants (roman)
Pour les articles homonymes, voir Les Géants.
Les Géants est un roman de Jean-Marie Gustave Le Clézio publié le 13 avril 1973 aux éditions Gallimard.

## Résumé
Ce roman dénonce véritablement le monde de nos jours, tombé en léthargie, grâce à la description d'un magasin situé dans le sud de la France : Hyperpolis.

## Éditions
- Les Géants, éditions Gallimard, 1973  (ISBN 2070284263).